# Usmena oporuka
Usmena oporuka se može praviti samo u izvanrednim okolnostima (zbog kojih oporučitelju nije moguće oporučiti u bilo kojem drugom obliku).
- Oporučitelj pred dva istodobno nazočna svjedoka usmeno izjavi svoju posljednju volju.
- Vrijedi samo 30 dana od prestanka izvanrednih okolnosti.

Svjedoci usmene oporuke dužni su što prije napisati ono što ime je oporučitelj izjavio i to predati sudu ili javnom bilježniku na čuvanje, ili to usmeno ponoviti pred sudom ili javnim bilježnikom, te opisati kada, gdje i po kakvim je okolnostima oporučitelj očitovao svoju volju. Ako svjedoci tu dužnost ne izvrše, oporuka je ipak valjana, samo će kasnije u ostavinskom postupku biti mnogo teže ponoviti točan sadržaj oporučiteljeve izjave.
Svjedoci usmene oporuke mogu biti samo osobe koje mogu biti i svjedoci javne oporuke, ali ne moraju znati ni čitati ni pisati. Bitno je da razumiju jezik.

## Ostali oblici oporuka
- Vlastoručna (holografska) oporuka
- Pisana oporuka pred svjedocima (alografska oporuka)
- Javna oporuka
- Međunarodna oporuka

## Poveznice
- Oporuka